# Upucerthia
Upucerthia là một chi chim trong họ Furnariidae.